# Volta a Tarragona de 2010
La Volta a Tarragona de 2010 és la 51a edició de la Volta a Tarragona. La cursa es disputà entre l'1 i el 5 de juny de 2010, i fou guanyada pel jove occità de 24 anys Aurelien Ribet. D'aquesta forma es repetia guanyador francès per segon any consecutiu, de la mateixa manera que repetia com a guanyador l'equip de l'Avc Aix En Provence, tot i que l'any anterior havia estat sota el nom d'Amical Velo Club Aixos. Aquesta cursa és considerada de categoria elit / sub-23.

## Equips participants
En aquesta 51a edició de la Volta a Tarragona hi van participar tretze equips de set corredors cadascun, aquests van ser:
- Camp Clar - Ajuntament de Tarragona
- Serveto-Alcoletge
- Viveros Alcanar-Vitaldent
- CJAM-CKT-NOVATEC
- Ceràmiques Onda
- UPV-Bancaixa
- Mutua Levante-Cafemax
- Proyecto CIDi
- Azysa-Cetya-Conor
- Selecció EUA
- Van Hermet Groep
- AVC Aix en Provence
- Lokomotiv

## Etapes

### Etapa 1.Reus-Alcanar.1 de junyde2010. 141 km
La primera etapa de la Volta a Tarragona del 2010 es disputà entre les localitats de Reus (Baix Camp) i Alcanar (Montsià). Aquesta etapa ja és gairebé una norma per a encetar la disputa de la cursa ciclista tarragonina, de fet l'edició del 2009 en va ser una de les poques excepcions.

L'etapa només va tenir història per al grup de vint escapats que va avantatjar al pilot amb uns 4 minuts. L'arribada es va resoldre en la ja tradicional pujada al mirador d'Alcanar, aquesta pujada és una autèntic trencacames per als últims 700 metres de cursa. El palafrugenc Antoni Miguel, olímpic en ciclisme en pista a Pequín, fou el més llest i acabà superant en l'esprint final al colombià William Aranzazu i a l'andalús Francisco Javier López.
|    | Ciclista               | Equip                 | Temps      |
| -- | ---------------------- | --------------------- | ---------- |
| 1  | Antoni Miguel          | UPV-Bancaixa          | 3h 28' 28" |
| 2  | William Aranzazu       | Azysa-Cetya-Conor     | m. t.      |
| 3  | Francisco Javier López | Proyecto CIDi         | m. t.      |
| 4  | Ibon Zugasti           | Azysa-Cetya-Conor     | + 5"       |
| 5  | Eloy Teruel            | Mutua Levante-Cafemax | + 5"       |
| 6  | Pim Ligthart           | AVC Aix en Provence   | + 6"       |
| 7  | Andrew Talansky        | Selecció EUA          | + 6"       |
| 8  | Valeri Kaikov          | Lokomotiv             | + 10"      |
| 9  | Pere Solano            | Azysa-Cetya-Conor     | + 12"      |
| 10 | Thomas Lebas           | AVC Aix en Provence   | + 15"      |

|    | Ciclista               | Equip                 | Temps      |
| -- | ---------------------- | --------------------- | ---------- |
| 1  | Antoni Miguel          | UPV-Bancaixa          | 3h 28' 28" |
| 2  | William Aranzazu       | Azysa-Cetya-Conor     | m. t.      |
| 3  | Francisco Javier López | Proyecto CIDi         | m. t.      |
| 4  | Ibon Zugasti           | Azysa-Cetya-Conor     | + 5"       |
| 5  | Eloy Teruel            | Mutua Levante-Cafemax | + 5"       |
| 6  | Pim Ligthart           | AVC Aix en Provence   | + 6"       |
| 7  | Andrew Talansky        | Selecció EUA          | + 6"       |
| 8  | Valeri Kaikov          | Lokomotiv             | + 10"      |
| 9  | Pere Solano            | Azysa-Cetya-Conor     | + 12"      |
| 10 | Thomas Lebas           | AVC Aix en Provence   | + 15"      |

### Etapa 2.Alcanar-Salou.2 de junyde2010. 149,9 km
Aquesta segona etapa de la Volta a Tarragona del 2010 es disputà entre les localitats d'Alcanar (Montsià) i Salou (Tarragonès).

Igual que en l'etapa anterior l'harmonia de la cursa es va trencar per a sort dels espectadors, aquesta vegada fou una escapada d'onze ciclistes. El major damnificat fou el català Antoni Miguel, guanyador de la primera etapa i que acabà cedint gairebé tres minuts. El nord-americà Andrew Talansky va tenir la sort de cara quan a uns tres quilòmetres de meta s'estalvià una caiguda que afectà a molts integrants de l'escapada, això li obrí les portes a la victòria en l'esprint final.
|    | Ciclista         | Equip               | Temps      |
| -- | ---------------- | ------------------- | ---------- |
| 1  | Andrew Talansky  | Selecció EUA        | 3h 38' 54" |
| 2  | Thomas Lebas     | AVC Aix en Provence | m. t.      |
| 3  | Oriol Colomé     | Azysa-Cetya-Conor   | m. t.      |
| 4  | Niek Basten      | Van Hermet Groep    | m. t.      |
| 5  | Aurelien Ribet   | AVC Aix en Provence | m. t.      |
| 6  | Pere Solano      | Azysa-Cetya-Conor   | m. t.      |
| 7  | Robert Squire    | Selecció EUA        | + 3"       |
| 8  | Carlos Lapuerta  | Serveto-Alcoletge   | + 36"      |
| 9  | Marc Vilanova    | CJAM-CKT-NOVATEC    | + 36"      |
| 10 | William Aranzazu | Azysa-Cetya-Conor   | + 36"      |

|    | Ciclista               | Equip               | Temps      |
| -- | ---------------------- | ------------------- | ---------- |
| 1  | Andrew Talansky        | Selecció EUA        | 7h 07' 28" |
| 2  | Pere Solano            | Azysa-Cetya-Conor   | + 6"       |
| 3  | Thomas Lebas           | AVC Aix en Provence | + 9"       |
| 4  | Niek Basten            | Van Hermet Groep    | + 12"      |
| 5  | Aurelien Ribet         | AVC Aix en Provence | + 13"      |
| 6  | William Aranzazu       | Azysa-Cetya-Conor   | + 30"      |
| 7  | Carlos Lapuerta        | Serveto-Alcoletge   | + 45"      |
| 8  | Antoni Miguel          | UPV-Bancaixa        | + 2' 15"   |
| 9  | Francisco Javier López | Proyecto CIDi       | + 2' 15"   |
| 10 | Ibon Zugasti           | Azysa-Cetya-Conor   | + 2' 20"   |

### Etapa 3.Cambrils-Cambrils.3 de junyde2010. 135 km
La tercera etapa de la Volta a Tarragona del 2010 tingué la sortida i la meta a la localitat de Cambrils (Baix Camp).

L'etapa s'acabà decidint a l'esprint final on hi arribà conjuntament un grup format per més de trenta ciclistes, els quals avantatjaren amb més de divuit minuts a la resta de classificats. L'Alt de la Mussara al municipi de Vilaplana fou el jutge de l'etapa, ja que fou allà on es va gestar l'escamot que arribà liderant la cursa. De tots els integrants el més ràpid en l'esprint final fou el rus del Lokomotiv Sergey Shilov.

|    | Ciclista           | Equip                               | Temps      |
| -- | ------------------ | ----------------------------------- | ---------- |
| 1  | Sergey Shilov      | Lokomotiv                           | 3h 29' 51" |
| 2  | Pin Ligthard       | AVC Aix en Provence                 | m. t.      |
| 3  | Mauricio Muller    | Azysa-Cetya-Conor                   | m. t.      |
| 4  | Sergi Casanova     | Camp Clar - Ajuntament de Tarragona | m. t.      |
| 5  | Eloy Teruel        | Mutua Levante-Cafemax               | m. t.      |
| 6  | Andrew Talansky    | Selecció EUA                        | m. t.      |
| 7  | Josep Betalú       | Serveto-Alcoletge                   | m. t.      |
| 8  | Dennis Luyt        | Van Hermet Groep                    | m. t.      |
| 9  | Thomas Lebas       | AVC Aix en Provence                 | m. t.      |
| 10 | José Luis Carrasco | Proyecto CIDi                       | m. t.      |

|    | Ciclista               | Equip                 | Temps       |
| -- | ---------------------- | --------------------- | ----------- |
| 1  | Andrew Talansky        | Selecció EUA          | 10h 37' 19" |
| 2  | Pere Solano            | Azysa-Cetya-Conor     | + 6"        |
| 3  | Thomas Lebas           | AVC Aix en Provence   | + 9"        |
| 4  | Niek Basten            | Van Hermet Groep      | + 12"       |
| 5  | Aurelien Ribet         | AVC Aix en Provence   | + 13"       |
| 6  | Carlos Lapuerta        | Serveto-Alcoletge     | + 45"       |
| 7  | Francisco Javier López | Proyecto CIDi         | + 2' 15"    |
| 8  | Eloy Teruel            | Mutua Levante-Cafemax | + 2' 15"    |
| 9  | Ibon Zugasti           | Azysa-Cetya-Conor     | + 2' 20"    |
| 10 | Samuel Nicolas         | Mutua Levante-Cafemax | + 2' 34"    |

### Etapa 4.Tarragona-La Pineda (Vila-seca).4 de junyde2010. 130,5 km
La quarta etapa de la Volta a Tarragona del 2010 va sortir des de la capital provincial, Tarragona (Tarragonès), i acabà a La Pineda (Vila-seca) (Tarragonès).

Novament l'etapa va estar protagonitzada per una escapada de tretze corredors que arribaren amb gairebé un minut d'avantatge sobre el pilot principal. L'arribada a l'esprint va tornar a beneficiar al corredor català del Bancaixa, Antoni Miguel, guanyador de la primera etapa amb arribada a Alcanar. A diferència d'aquella primera etapa on el final estava protagonitzat per una exigent ascensió final aquesta arribada era un autèntic esprint, Miguel va fer vàlida la seua intel·ligència i l'experiència com a ciclista en pista per acabar guanyant l'etapa.
|    | Ciclista           | Equip                               | Temps      |
| -- | ------------------ | ----------------------------------- | ---------- |
| 1  | Antoni Miguel      | UPV-Bancaixa                        | 3h 06' 59" |
| 2  | Laurent Denonfoux  | AVC Aix en Provence                 | m. t.      |
| 3  | Dennis Luyt        | Van Hermet Groep                    | m. t.      |
| 4  | Sergey Chernetsky  | Lokomotiv                           | m. t.      |
| 5  | Eloy Teruel        | Mutua Levante-Cafemax               | m. t.      |
| 6  | Ibon Zugasti       | Azysa-Cetya-Conor                   | m. t.      |
| 7  | Sergi Casanova     | Camp Clar - Ajuntament de Tarragona | m. t.      |
| 8  | Gonzalo Miranda    | UPV-Bancaixa                        | m. t.      |
| 9  | José Luis Carrasco | Proyecto CIDi                       | + 2"       |
| 10 | Aurelien Ribet     | AVC Aix en Provence                 | + 2"       |

|    | Ciclista           | Equip                 | Temps       |
| -- | ------------------ | --------------------- | ----------- |
| 1  | Pere Solano        | Azysa-Cetya-Conor     | 13h 44' 26" |
| 2  | Aurelien Ribet     | AVC Aix en Provence   | + 7"        |
| 3  | Andrew Talansky    | Selecció EUA          | + 51"       |
| 4  | Thomas Lebas       | AVC Aix en Provence   | + 1' 00"    |
| 5  | Niek Basten        | Van Hermet Groep      | + 1' 03"    |
| 6  | Carlos Lapuerta    | Serveto-Alcoletge     | + 1' 36"    |
| 7  | Eloy Teruel        | Mutua Levante-Cafemax | + 2' 12"    |
| 8  | Ibon Zugasti       | Azysa-Cetya-Conor     | + 2' 12"    |
| 9  | José Luis Carrasco | Azysa-Cetya-Conor     | + 2' 30"    |
| 10 | Thomas Rostollan   | AVC Aix en Provence   | + 2' 54"    |

### Etapa 5.Riudecanyes-Reus.5 de junyde2010.

#### Etapa 5a.Riudecanyes-Castell d'Escornalbou.5 de junyde2010. 5 km (CRI)
La primera part de la cinquena etapa és la ja tradicional i alhora decisiva cronoescalada d'ascensió al Castell d'Escornalbou. Aquesta exigent cronoescalada amb sortida a Riudecanyes (Baix Camp), amb un percentatge de desnivell d'un 20% en els últims cinc-cents metres, ja ha estat el jutge de les últimes edicions de la Volta, i aquest any no va ser diferent.

La cronoescalada acabà amb les opcions de guanyar la Volta de l'olotí Pere Solano que va cedir el lideratge al jove occità Aurelien Ribet. El guanyador fou el murcià Eloy Teruel.

| Resultats \| \| Ciclista \| Equip \| Temps \| \| -- \| ------------------ \| --------------------- \| ------- \| \| 1 \| Eloy Teruel \| Mutua Levante-Cafemax \| 12' 50" \| \| 2 \| Sergey Chernetsky \| Lokomotiv \| + 6" \| \| 3 \| Laurent Denonfoux \| AVC Aix en Provence \| + 10" \| \| 4 \| Andrew Talansky \| Selecció EUA \| + 14" \| \| 5 \| Thomas Rostollan \| AVC Aix en Provence \| + 28" \| \| 6 \| Thomas Lebas \| AVC Aix en Provence \| + 29" \| \| 7 \| Aurelien Ribet \| AVC Aix en Provence \| + 33" \| \| 8 \| Aleksandr Ribakov \| Lokomotiv \| + 43" \| \| 9 \| Carter Jones \| Selecció EUA \| + 52" \| \| 10 \| José Luis Carrasco \| Proyecto CIDi \| + 58" \| |                    |                       |         |
| | Ciclista           | Equip                 | Temps   |
| 1 | Eloy Teruel        | Mutua Levante-Cafemax | 12' 50" |
| 2 | Sergey Chernetsky  | Lokomotiv             | + 6"    |
| 3 | Laurent Denonfoux  | AVC Aix en Provence   | + 10"   |
| 4 | Andrew Talansky    | Selecció EUA          | + 14"   |
| 5 | Thomas Rostollan   | AVC Aix en Provence   | + 28"   |
| 6 | Thomas Lebas       | AVC Aix en Provence   | + 29"   |
| 7 | Aurelien Ribet     | AVC Aix en Provence   | + 33"   |
| 8 | Aleksandr Ribakov  | Lokomotiv             | + 43"   |
| 9 | Carter Jones       | Selecció EUA          | + 52"   |
| 10 | José Luis Carrasco | Proyecto CIDi         | + 58"   |

#### Etapa 5b.Tarragona-Reus.5 de junyde2010. 88 km
La segona part de l'última etapa es va disputar entre la capital del Tarragonès, Tarragona i la del Baix Camp, Reus. L'únic al·licient que va tenir va ser l'escapada del nord-americà Carter Jones durant l'ascensió al coll de la Batalla de segona categoria. Carter que va arribar a disposar de trenta-cinc segons d'avantatge acabà guanyant l'etapa en l'esprint final amb un estret marge d'un sol segon sobre el pilot principal. Amb aquesta etapa es confirmava la victòria absoluta de l'occità Aurelien Ribet.
|    | Ciclista           | Equip                 | Temps      |
| -- | ------------------ | --------------------- | ---------- |
| 1  | Carter Jones       | Selecció EUA          | 1h 55' 30" |
| 2  | David Calatayud    | Mutua Levante-Cafemax | + 1"       |
| 3  | William Aranzazu   | Azysa-Cetya-Conor     | + 1"       |
| 4  | Antoni Miguel      | UPV-Bancaixa          | + 1"       |
| 5  | Maurits Lammertink | Van Hermet Groep      | + 1"       |
| 6  | Eloy Teruel        | Mutua Levante-Cafemax | + 1"       |
| 7  | Laurent Denonfoux  | AVC Aix en Provence   | + 1"       |
| 8  | Jonathan Genthon   | CJAM-CKT-NOVATEC      | + 1"       |
| 9  | Jacob Rathe        | Selecció EUA          | + 1"       |
| 10 | Mathias Onghena    | UPV-Bancaixa          | + 1"       |

|    | Ciclista           | Equip                 | Temps       |
| -- | ------------------ | --------------------- | ----------- |
| 1  | Aurelien Ribet     | AVC Aix en Provence   | 15h 53' 27" |
| 2  | Andrew Talansky    | Selecció EUA          | + 25"       |
| 3  | Thomas Lebas       | AVC Aix en Provence   | + 49"       |
| 4  | Pere Solano        | Azysa-Cetya-Conor     | + 1' 23"    |
| 5  | Eloy Teruel        | Mutua Levante-Cafemax | + 1' 32"    |
| 6  | Niek Basten        | Van Hermet Groep      | + 1' 43"    |
| 7  | Sergey Chernetsky  | Lokomotiv             | + 2' 32"    |
| 8  | Ibon Zugasti       | Azysa-Cetya-Conor     | + 2' 38"    |
| 9  | Thomas Rostollan   | AVC Aix en Provence   | + 2' 42"    |
| 10 | José Luis Carrasco | Azysa-Cetya-Conor     | + 2' 48"    |

## Classificacions finals

### Classificació general
|    | Ciclista               | Equip                               | Temps       |
| -- | ---------------------- | ----------------------------------- | ----------- |
| 1  | Aurelien Ribet         | AVC Aix en Provence                 | 15h 53' 27" |
| 2  | Andrew Talansky        | Selecció EUA                        | + 25"       |
| 3  | Thomas Lebas           | AVC Aix en Provence                 | + 49"       |
| 4  | Pere Solano            | Azysa-Cetya-Conor                   | + 1' 23"    |
| 5  | Eloy Teruel            | Mutua Levante-Cafemax               | + 1' 32"    |
| 6  | Niek Basten            | Van Hermet Groep                    | + 1' 43"    |
| 7  | Sergey Chernetsky      | Lokomotiv                           | + 2' 32"    |
| 8  | Ibon Zugasti           | Azysa-Cetya-Conor                   | + 2' 38"    |
| 9  | Thomas Rostollan       | AVC Aix en Provence                 | + 2' 42"    |
| 10 | José Luis Carrasco     | Azysa-Cetya-Conor                   | + 2' 48"    |
| 11 | Carlos Lapuerta        | Serveto-Alcoletge                   | + 3' 11"    |
| 12 | Francisco Javier López | Proyecto CIDi                       | + 3' 28"    |
| 13 | Sergi Casanova         | Camp Clar - Ajuntament de Tarragona | + 3' 35"    |
| 14 | Samuel Nicolas         | Mutua Levante-Cafemax               | + 4' 38"    |
| 15 | Romain Ramier          | AVC Aix en Provence                 | + 5' 16"    |

### Classificació regularitat
|   | Ciclista         | Equip                 | Punts    |
| - | ---------------- | --------------------- | -------- |
| 1 | Antoni Miguel    | UPV-Bancaixa          | 66 punts |
| 2 | Eloy Teruel      | Mutua Levante-Cafemax | 46 punts |
| 3 | Andrew Talansky  | Selecció EUA          | 44 punts |
| 4 | William Aranzazu | Azysa-Cetya-Conor     | 42 punts |
| 5 | Thomas Lebas     | AVC Aix en Provence   | 33 punts |

### Classificació muntanya
|   | Ciclista               | Equip                 | Punts    |
| - | ---------------------- | --------------------- | -------- |
| 1 | Sergey Chernetsky      | Lokomotiv             | 27 punts |
| 2 | Dennis Luyt            | Van Hermet Groep      | 25 punts |
| 3 | Thomas Lebas           | AVC Aix en Provence   | 21 punts |
| 4 | Francisco Javier López | Proyecto CIDi         | 12 punts |
| 5 | Eloy Teruel            | Mutua Levante-Cafemax | 10 punts |

### Classificació metes volants
|   | Ciclista         | Equip                               | Punts   |
| - | ---------------- | ----------------------------------- | ------- |
| 1 | William Aranzazu | Azysa-Cetya-Conor                   | 9 punts |
| 2 | Joan Font        | CJAM-CKT-NOVATEC                    | 7 punts |
| 3 | Jesús Veiga      | Camp Clar - Ajuntament de Tarragona | 4 punts |
| 4 | Thomas Lebas     | AVC Aix en Provence                 | 3 punts |
| 5 | Eloy Teruel      | Mutua Levante-Cafemax               | 3 punts |

### Classificació equips
|   | País                   | Equip               | Temps       |
| - | ---------------------- | ------------------- | ----------- |
| 1 | Occitània              | AVC Aix en Provence | 47h 41' 45" |
| 2 | Navarra                | Azysa-Cetya-Conor   | 47h 43' 02" |
| 3 | Rússia                 | Lokomotiv           | 47h 53' 53" |
| 4 | Estats Units d'Amèrica | Selecció EUA        | 47h 55' 07" |
| 5 | Andalusia              | Proyecto CIDi       | 47h 55' 17" |